# John thánh chiến
John thánh chiến hay Jihadi John hoặc  Jailer John (17 tháng 8 năm 1988 – 12 tháng 11 năm 2015) là một thành viên của nhà nước Hồi giáo tự xưng Iraq và Levant (ISIL). Jihadi John được cho là có tên thật là Mohammed Emwazi, vốn là người Anh. John thánh chiến được thế giới biết đến sau khi chặt đầu hàng loạt các con tin từ năm 2014 đến năm 2015. Ngày 12 tháng 11 năm 2015, Mỹ thông báo rằng Emwazi đã chết bởi một cuộc tấn công không người lái ở Ar-Raqqah, Syria.

## Tiểu sử
Emwazi sinh ra ở Kuwait. Năm lên 6 tuổi, Emwazi cùng gia đình đến Anh sinh sống. Cha của Emwazi là một tài xế taxi trong khi mẹ ở nhà chăm sóc Emwazi và hai em gái (hiện 23 và 25 tuổi). Khi định cư ở Anh, gia đình này có thêm ba đứa con. Theo người địa phương, gia đình Emwazi khá gần gũi với mọi người.
Những người hàng xóm miêu tả Emwazi là một cậu bé nhã nhặn, ít nói và rất hiếu học. Thời đi học, Emwazi rất vui vẻ, hòa đồng với các bạn bè. Đặc biệt, Emwazi rất yêu thích bóng đá. Khi được hỏi muốn làm gì vào năm 30 tuổi, Emwazi từng viết: “Tôi muốn chơi cho một đội bóng đá và ghi nhiều bàn thắng".
Emwazi được cho bắt đầu thay đổi quan điểm theo lối sống cực đoan trong một chuyến đi tới Tanzania sau khi tốt nghiệp đại học. Theo Dailymail, vào tháng 8/2009, Emwazi cùng bạn lên chuyến bay tới Tanzania, Đông Phi. Tuy nhiên, họ không được nhập cảnh và phải chuyển máy bay tới Hà Lan. Emwazi sau đó bị các nhân viên của cơ quan Tình báo Anh (MI5) thẩm vấn vì cáo buộc có kế hoạch tới Somalia để gia nhập nhóm vũ trang Al Shabaad.
Trong thời gian gần đây, Emwazi thường xuyên xuất hiện trong các video hành quyết con tin của IS. Đối tượng này thường mặc đồ đen trùm kín, chỉ để lộ đôi mắt, tay cầm dao và nói giọng Anh. Lần gần đây nhất Emwazi xuất hiện là trong đoạn video ghi hình con tin người Nhật.

## Những phản ứng
Barack Obama lên án các hành động của John thánh chiến và thề sẽ trừng phạt tất cả các chiến binh liên quan đến các vụ ghi hình việc hành quyết. Bộ trưởng Ngoại giao Hoa Kỳ John Kerry thì gọi John thánh chiến là một "tên hèn đằng sau chiếc mặt nạ" và lặp lại ý của Obama rằng tất cả những người liên đới sẽ phải chịu trách nhiệm trước Hoa Kỳ.
Các quan chức Anh nhắc lại cam kết của họ trong việc bắt giữ John thánh chiến. Cựu bộ trưởng Bộ An ninh và chống khủng bố của Anh Alan West nói rằng John chỉ là một "xác chết di động" sẽ bị săn đuổi như Osama bin Laden.

## Cái chết
Vào ngày 12 tháng 11 năm 2015, hai chiếc máy bay không người lái của Hoa Kỳ cùng với một máy bay không người lái của Anh đã tiến hành một cuộc không kích ở Raqqa nhắm vào Emwazi khi anh rời một tòa nhà và bước vào một chiếc xe. Các quan chức Mỹ cho biết gã đã bị giết, nhưng cái chết của gã đã không được xác nhận vào thời điểm đó và dữ liệu vẫn đang được phân tích. Một quan chức quân đội cấp cao của Mỹ được trích dẫn nói rằng, "chúng tôi chắc chắn 99% chúng tôi đã nhận anh ta''. Một quan chức Mỹ gọi đó là một "hoàn hảo" và "hit sạch" không có thiệt hại tài sản thế chấp và Emwazi đã "bốc hơi". Ngày 14 tháng 12 năm 2015, Tổng thống Mỹ Barack Obama tuyên bố Emwazi đã bị "trục xuất".
Thủ tướng Anh lúc đó, David Cameron, tuyên bố Mỹ và Anh đã làm việc "tay trong găng tay, vòng đồng hồ" để theo dõi vị trí của Emwazi, và rằng cuộc tấn công không người lái là "một hành động tự vệ.
Vào ngày 19 tháng 1 năm 2016 trong tạp chí Dabiq của ISIL, nhóm đã xác nhận rằng Emwazi đã bị giết bởi một cuộc tấn công không người lái ở Ar-Raqqah. Cáo phó cho thấy anh ta đã lộ diện và gọi anh là Abu Muharib al-Muhajir. Những bức ảnh khác cho thấy anh ta được tiết lộ ở Syria được phát hành vào ngày 26 tháng 1 năm 2016.